# Adrie Visser
Adriana "Adrie" Visser (ur. 19 października 1983 w Hoorn) – holenderska kolarka torowa, szosowa i przełajowa, dwukrotna medalistka torowych mistrzostw świata.

## Kariera
Pierwszy sukces osiągnęła w 2002 roku, kiedy została wicemistrzynią Holandii w wyścigu na 500 m. Na rozgrywanych rok później mistrzostwach świata w Stuttgarcie zdobyła brązowy medal w scratchu, ulegając jedynie Rosjance Oldze Slusariewej i Australijce Rochelle Gilmore. W 2004 roku brała udział w igrzyskach olimpijskich w Atenach zajmując jedenaste miejsce w wyścigu punktowym. Ponadto na mistrzostwach świata w Palma de Mallorca w 2007 roku po raz kolejny zdobyła brązowy medal w scratchu, tym razem przegrywając tylko z Kubanką Yumari González i Kolumbijką Maríą Luisą Calle. Visser jest także wielokrotną mistrzynią Holandii w kolarstwie torowym.